# Стів Альбіні
Стів Франк Альбіні (англ. Steve Frank Albini; 22 липня 1962 — 7 травня 2024) — американський музичний продюсер, композитор, копірайтер, вокаліст, гітарист і басист, колишній учасник гуртів Big Black, Rapeman, Flour і Shellac.
Альбіні – легенда альтернативної музики. Американські ЗМІ виокремлюють декілька причин такої популярності: традиційні способи звукозапису, повага до колег-музикантів, порядність та безкорисливість.

## Життєпис
Стівен Френк Альбіні (Steven Frank Albini) народився 22 липня 1962 року в Пасадені, штат Каліфорнія, США. До 1973 року місце проживання родини Альбіні постійно змінювалося. З 1974 року — місто Міссуле, штат Монтана.
Стівен Френк Альбіні (Стівен Френк Альбіні) — уродженець прославленої в піснях Пасадени, штат Каліфорнія. Він з'явився на світ 22 липня 1962 і перші роки життя провів у переїздах. Сім'я багато разів змінювала місце проживання, поки в 1974 році не вирішила обживатися в маленькому сімидесятитисячному містечку Міссуле, штат Монтана. Дозвілля та нудьга підлітків стане першою актуальною темою тінейджерських пісень Стіва Альбіні.
Але музика почалася для нього не з пісенної творчості, а з бас-гітари, якою він зайнявся від нічого робити, коли сидів удома зі зламаною ногою. Шкільний приятель познайомив його з головною того часу музичною новинкою — панк-роком, підсадивши Стіва на музику Ramones. Він почав скуповувати всі платівки Ramones, які тільки міг дістати, а в міру розширення музичних інтересів поповнював бібліотеку дисками The Stooges, Television, Wire, The Fall, The Velvet Underground, Killing Joke.
Офіційний навчальний курс бас-гітари обмежився для нього всього одним тижнем. Далі Стів перейшов від теорії до практики і занурився в місцеве музичне життя. Однією з його перших команд було панк-формування Просто Ducky, в якому разом з Альбіні грав син колишнього мера міста.
Ще в школі Стівен почав подумувати про професію журналіста і, озброєний атестатом зрілості, відправився в Еванстон, передмістя Чикаго, де вступив до школи журналістики при Північно-західному університеті. Чиказька музична сцена давала широкий простір для публіцистичної творчості, так що Альбіні знайшов застосування своїм талантам у кількох фанзінах Чикаго, а потім і Бостона. У центрі його уваги знаходився тоді ще юний панк-рок, а опуси відрізнялися різкістю і прямотою суджень при відсутності всякого пієтету перед загальновизнаними авторитетами.
З таким ставленням до соціуму Стіву була пряма дорога в панк-спільноту. У 1982 році Альбіні заснував панк-рок-групу Big Black, яка об'єднала гітариста Сантьяго Дюранго (Сантьяго Дуранго) і бас-гітариста Джеффа Пеццаті (Jeff Pezzati). Обидва вони паралельно грали в команді Гола Paygun. Озброївшись драм-машиною, вони записали два міні-диски, а в середині 80-х, помінявши Пеццаті на Дейва Райлі (Dave Riley), випустили два студійних альбоми: «розпилювач» (1986) і «Songs About Fucking» (1987).
Агресивний і образивний саунд Big Black відрізнявся дуже насиченими, дзвінкими гітарами, а використання драм-машини замість барабанної установки виглядало свого роду предтечею індастріал-року. Як і в своїй публіцистичній діяльності, Альбіні і в музиці не визнавав жодних табу й, будучи основним автором текстів, не боявся жодних тем: його опуси кишіли історіями про вбивства, зґвалтування, підпали, расизм, сексуальне насильство над дітьми та жінконенависництво.
Вірні панківським принципам, музиканти не йшли на угоди з шоу-бізнесом — не підписували жодних контрактів, не шукали фінансування та підтримки, самі організовували концертні тури, самі готували і тиражували записи. Загалом, все тримали під своїм контролем. Тим більше що Альбіні успішно освоїв всі етапи музичного виробництва, виступивши звукоінженером і продюсером всіх релізів Big Black — двох студійних і двох концертних альбомів, чотирьох міні-дисків і п'яти синглів. Природно, в суперзірки Big Black не вибилися, але тихою сапою домоглися андеграундного визнання і мали значний вплив на розвиток естетики інді-року і андреграундної музики в цілому.
Незадовго до виходу другого альбому команда розпалася, а Альбіні кинув всі творчі сили в нове починання. Неоднозначна назва його другого колективу Rapeman Стівен запозичив з японських коміксів — так звали головного антигероя дуже популярної серії коміксів, якими він несподівано для себе пристрасно захопився. Скандальна назва повністю відповідала скандальній антиестетиці команди, що грала гібрид хардкору та нойз-року, з прикметами нойз-панку та ексцентричного арт-року.
За два роки існування гурт, що об'єднав басиста Девіда Сміта (David Smith) і барабанщика Рея Вошмена (Rey Washman), екс-учасників Scratch Acid, випустив два сингли, один міні-альбом та один повноформатний диск «Дві черниці та безпека Mule» (1988). Їх творчість знайшла своїх шанувальників, що характерно — головним чином у Великій Британії, де альбом добрався до Тор 5 інді-чарту. Відзначили команду і охоронці моральності — творчість Rapeman, особливо в їх зухвалому концертному варіанті, часто викликало протести з боку феміністок і борців за права людини: багатьом здавалося, що музиканти знущаються над жінками і підбурюють до насильства. Альбіні завжди вважав такі претензії повним ідіотизмом, запевняючи, що «Панківська ідеологія в цілому скоріше симпатизує фемінізму».
Звільнений з посади вокаліста і гітариста Rapeman у зв'язку з розпадом команди, Альбіні зміг віддавати весь свій час улюбленому продюсуванню. Саме наприкінці 80-х його продюсерська робота починає поступово виходить на рівень стахановський (з кожним роком набираючи і набираючи обороти). Серед найпам'ятніших релізів цього періоду — перший студійний альбом Pixies «Surfer Rosa» (1988), що викликав подив небанальною тематикою, експериментальним лоу-фай-саундом і незвичайним звучанням барабанів. Незалежний реліз не мав жодних шансів на комерційний успіх (тим болем що лейбл 4AD виділив групі дуже скромний бюджет $ 10.000), але, стараннями продюсера і команди, придбав культовий статус.
Альбіні, який завжди принципово відмовлявся від відсотка з продажів (вважаючи це «образою для групи»), отримав свій звичайний на той час гонорар $ 1,500, але як професіонал виграв набагато більше: найавторитетніші музичні видання світу, в тому числі «Rolling Stone», «Spin» і «Q», включили «Surfer Rosa» в рейтинг найкращих альбомів усіх часів.
Для багатьох музикантів, у тому числі Біллі Коргана (Billy Corgan), Пі Джей Харві (PJ Harvey), Курта Кобейна, «Surfer Rosa» став справжнім відкриттям і джерелом натхнення, а також — відомостей про Стіва Альбіні, з яким їм ще доведеться працювати.
Зокрема, Кобейн зізнавався, що саме після «Surfer Rosa» йому захотілося роздобути Альбіні як продюсера. Їх робоча зустріч відбулася в лютому 1993 року, коли Nirvana взялася за свій третій і останній альбом «In Utero». За два тижні, проведені в студії, Альбіні разом з Кобейном і компанією створив ще один шедевр гранжу, який не тільки дебютував в США під № 1 і розійшовся по Америці 5-мільйонним тиражем, а й додав лаврів своїм творцям. «Rolling Stone», «Blender», «Spin» та інші ЗМІ порахували «In Utero» гідним місця в числі найкращих альбомів усіх часів.
Незадовго до історичної зустрічі з Nirvana Альбіні познайомився ще з однією своєю шанувальницею — Пі Джей Харві, для якої в грудні 1992 року спродюсував її другий альбом Rid of Me («Позбутися мене»). Запис, для якого Стів обробив 13 пісень з 14, кардинально відрізнялася від дебютного диска артистки «Сухой». Більш агресивний і брутальний, налягав на гітарний дисторшн, в чартах альбом повів себе скромно, але місце в історії знайшов: у 2003 році журнал «Rolling Stone» помістив його в свій знаменитий рейтинг «500 найвидатніших альбомів усіх часів».
До моменту виходу платівок Харві і Nirvana в житті Альбіні з'явилася ще одна творча віддушина — його нова група шелак, мінімалістське рок-тріо, варіююче нойз-, інді-, панк-, альт-і рок-тематику. Проект виріс з неформального спілкування, в тому числі і в репетиційній залі, між Альбіні і барабанщиком Тоддом Трейнером (Todd Trainer). Компанію доповнив басист Боб Уестон (Bob Weston), за сумісництвом — відомий звукорежисер, який склав із Стівом прекрасний і по-своєму божевільний тандем.
Шанувальники аналогового саунду і абсолютно вільних (часто навіть від мелодій) аранжувань, вони максимально уникали накладень і студійного «вилизування» звуку. Якраз до речі прийшовся Тодд Трейнер, що відрізнявся грубою, хвацькою, часом примітивною манерою гри, що разом з відсутністю чітких пісенних конструкцій, різкими ритмічними збоями і сюрреалістичними текстами Стіва, повними чорнуватого гумору, це створювало потужний ефект і незмінно вражало як нечисленних фанів Shellac, так і просунутих критиків.
У зв'язку із завантаженістю музикантів на інших фронтах, група нечасто гастролювала (і тут блиснув неформалізмом: у Shellac ніколи не було чіткої такси за концерт, вони орієнтувалися на кількість проданих квитків) і менше ніж хотілося б працювала в студії. Починаючи з 1994 року, коли вийшла дебютна платівка «На Action Park», група випустила ще три альбоми: «Terraform» (1998), «1000 Hurts» (2000) і «Excellent Italian Greyhound» (2007). Найбільше досягнення — Тор 50 американських інді-чарту — належить четвертому диску, а в тому, що стосується місця в історії, відзначився «1000 Hurts»: британський вебзін «Rockfeedback» назвав його альбомом десятиліття.
Сам Стів Альбіні міг би сміливо претендувати на звання продюсера десятиліття, якби таке існувало: принаймні в 90-ті роки 20 століття він залишався одним з найбільш затребуваних студійних асів. Кульмінацією продуктивності став 1996 рік, коли його ім'я з'явилося на 40 з гаком релізах. А в 1998-му робота Стіва була відзначена премією Ґреммі: сингл «Most High» з альбому Роберта Планта (Robert Plant) і Джиммі Пейджа (Jimmy Page), «Walking into Clarksdale», записаного і спродюсованого Альбіні всього за 35 днів, удостоївся нагороди за найкраще виконання хард-року.
Однією з найбільш довгограючих виявилася співпраця з англійським проектом Whitehouse, родоначальником важкого електронного стилю пауер-електронікс. Фактично поява Альбіни за режисерським пультом подарувала Whitehouse друге життя: починаючи з альбому 1990 року «Thank Your Lucky Stars», виданого музикантами після 5-річної паузи, Стів пропрацював з командою понад 10 років. На його рахунку — сім релізів Whitehouse, над якими з кінця 90-х він працював у тандемі з Вільямом Беннеттом (William Bennett), засновником і єдиним постійним учасником Whitehouse.
А єдиним незмінним кумиром Альбіні в професії завжди залишався Джон Лоудер (John Loder), з яким вони перетнулися в студії під час роботи над платівкою Big Black «Songs About Fucking». Лоудер прославився як дуже колоритний і неординарний продюсер зі своєю власною методикою запису — швидко, недорого, відносно просто, але з підвищеною увагою до специфіки саунду і характеру кожної команди.
Цими принципами завжди керувався і Стів Альбіні, який більше всього на світі не любить офіціоз і амбітність. Йому не подобається навіть сама назва професії — рекорд-продюсер, він воліє, щоб його називали звукоінженером і по можливості навіть не згадували його імені в буклетах альбомів. Так що підрахувати весь його продюсерський каталог досить складно. За його власної (приблизної) оцінки, як звукорежисер і продюсер він пропустив через свої руки від 1500 до 2000 альбомів, здебільшого — маловідомих груп.
Зберігаючи неймовірну за теперішніх часів демократичність, свою студію Електричні Аудіо він часто надає молодим музикантам абсолютно безкоштовно, задовольняючись лише оплатою свого робочого часу, як і в часи першої молодості, відмовляється від відсотків з продажів. Колеги називають Електричні Аудіо однією з найдоступніших у світі студій звукозапису світового рівня.

## Дискографія (як продюсер)
Стів Альбін був продюсером: Nirvana, Pixies, Cheap Trick, Пі Джей Харві (PJ Harvey), Mogwai, Bush, Iggy and The Stooges, Джиммі Пейдж (Jimmy Page) і Роберт Плант (Robert Plant), The Jesus Lizard, Whitehouse.
Серед найбільш неординарних, часом екстремальних продюсерських проектів Альбіні останніх років можна назвати третій альбом Gogol Bordello "Gypsy Punks: Underdog Всесвітнього Strike" (2005), залучили маестро до циганського панку, дев'ятий альбом Neurosis "Given to the Rising" (2007), в якому продюсер занурився в суворі будні пост-металу і допоміг релізу потрапити в Тор 100 найкращих альбомів десятиліття за версією журналу "Decibel", перший студійний альбом The Stooges після 34-річної перерви "The Weirdness" (2007), записаний в оригінальному складі, другий альбом брит-Попера Джарвіса Кокера "подальших ускладнень" (2009) і дев'ятий альбом Manic Street Preachers "Journal for Plague Lovers" (2009).
- 1987: Pixies — Surfer Rosa
- 1990: The Breeders(інші мови) — Pod
- 1991: The Wedding Present(інші мови) — Seamonsters
- 1992: Helmet — Meantime (Song: In the Meantime)
- 1993: PJ Harvey — Rid of Me
- 1993: Nirvana — In Utero
- 1994: Shellac — At Action Park
- 1995: 18th Dye(інші мови) — Tribute to a Bus
- 1995: Fred Schneider — Just Fred
- 1996: Bush — Razorblade Suitcase
- 1996: Wuhling(інші мови) — Extra 6
- 1997: Shellac — Terraform
- 1998: Jon Spencer Blues Explosion(інші мови) — ACME
- 1998: Will Oldham(інші мови) — Little Joya
- 1998: Jimmy Page & Robert Plant − Walking into Clarksdale
- 2002: The Breeders − Title TK
- 2007: Iggy & The Stooges — The Weirdness